# Better Dig Two
Better Dig Two è un singolo del gruppo di musica country statunitense The Band Perry, pubblicato nel 2012.

## Il brano
Il brano è stato scritto da Brandy Clark, Shane McAnally e Trevor Rosen ed estratto dal secondo album in studio del gruppo, ossia Pioneer. 

## Tracce
- Download digitale

1. Better Dig Two – 3:12

## Formazione
- Kimberly Perry
- Neil Perry
- Reid Perry